# Уорсоу по прозвищу Тигр
«Уорсоу по прозвищу Тигр» — кинофильм.

## Сюжет
15 лет спустя Чак по прозвищу Тигр возвращается в свой родной город, чтобы попытаться наладить отношения со своей семьёй.

## В ролях
- Патрик Суэйзи — Чак (Тигр) Уорсоу
- Пайпер Лори — Фрэнсис Уорсоу
- Ли Ричардсон — Майкл Уорсоу
- Мэри Макдоннел — Пола Уорсоу
- Барбара Уильямс — Карен